# China Essence Group Ltd
China Essence Group Ltd (en abrégé CEGL ou China Essence) est une entreprise agroalimentaire chinoise spécialisée dans la production et la commercialisation de produits alimentaires à base de pommes de terre.
C'est une société cotée en bourse à Singapour, dont le siège est à Pékin et dont l'activité s'étend à l'ensemble du territoire de la République populaire de Chine (RPC), à l'exclusion de Hong Kong et Macao.

## Produits
Sa production consiste principalement en fécule de pomme de terre et produits dérivés tels que vermicelles et nouilles à base de fécule, ainsi que des amidons modifiés utilisés dans différents secteurs industriels. Elle commercialise également des coproduits de la féculerie (protéines et fibres de pomme de terre) valorisés essentiellement dans l'alimentation animale. C'est le premier groupe privé du secteur de la féculerie en Chine.

## Usines
China Essence Group possède cinq usines, comptant au total dix-sept lignes de production, situées dans la province de Heilongjiang, à Lindian et Sui Ling, et dans la région autonome de Mongolie intérieure, à Ahlihe, Zhalantun et Nenjiang. Ces usines se trouvent dans deux zones importantes pour la culture de la pomme de terre dans le nord-est de la Chine.
La capacité annuelle de production s'élève à 250 000 tonnes de fécule.

## Commercialisation
La commercialisation des produits se fait par l'intermédiaire d'un réseau de 106 distributeurs couvrant 48 villes dans 21 provinces de la république populaire de Chine. Ces distributeurs ont une clientèle constituée d'hôtels, de restaurants, d'industriels et de supermarchés.
La société cherche à se présenter sur le marché comme un producteur de fécule de haute qualité sous les marques « Bigang » (碧港), « Dongbei » (东北) et « Buffalo » (水牛). Elle vend une partie de ses produits de base à des fabricants spécialistes des nouilles instantanées.
La société possède plusieurs filiales à 100 % dont Huge Glory Holding Limited, Daqing Essence, Honour Wealth International Limited, Heilongjiang China Essence et Elunchun China Essence.